# Hans Gewecke

Hans Gewecke

Hans Ernst-August Friedrich Gewecke (* 17. Juli 1906 in Hachenhausen; † 10. März 1991 in Heidelberg) war ein deutscher Politiker NSDAP-Reichstagsabgeordneter und NSDAP-Kreisleiter im Kreis Herzogtum Lauenburg. Zwischen 1941 und 1945 arbeitete er als Gebietskommissar in Schaulen, einer Großstadt im Norden von Litauen, die während der deutschen Besetzung im Zweiten Weltkrieg dem Reichskommissariat Ostland zugeordnet wurde. Als Gebietskommissar gehörte er formal zur so genannten Zivilverwaltung und war ideologisch an die Programme des Reichskommissars Hinrich Lohse sowie des Reichsministerium für die besetzten Ostgebiete unter Leitung von Alfred Rosenberg gebunden. In seinem Amt beteiligte sich Gewecke persönlich an Selektionen und Hinrichtungen in Schaulen, vor allem hinsichtlich des Genozids an den Juden.

## Herkunft
Gewecke besuchte Schulen in Gandersheim, Düsseldorf und Braunschweig. Er besuchte die Oberschule zunächst nur bis zur Oberprima und begann dann eine landwirtschaftliche Lehre auf dem Pachthof seines Vaters. Nach eineinhalb Jahre brach er die Lehre ab und trat in die Abschlussklasse des Johanneum zu Lübeck ein und legte das Abitur ab.

## Weimarer Republik
Nach dem Abitur arbeitete er wieder bei seinem Vater, weil es ihm aus finanziellen Gründen nicht möglich war zu studieren. 1927 trat Gewecke als Offiziersanwärter bei der Schutzpolizei im Freistaat Braunschweig ein, konnte aber die harten körperlichen Anforderungen dieses Berufes nicht erfüllen. Deshalb kehrte er nach einem knappen Jahr wieder auf den Hof seines Vaters zurück. Nun kam er mit der NSDAP in Kontakt und besuchte einige ihrer Veranstaltungen in Lübeck. Zum 1. Juli 1928 trat er der NSDAP bei (Mitgliedsnummer 94.286). Er gründete eine NSDAP-Ortsgruppe in Reinbek und wurde 1929 deren Leiter. Er entwickelte sich zu einem gefragten Redner, wurde erst Kreis-, dann Gau- und schließlich Reichsredner der NSDAP.
Die Autoren Danker und Schwabe beschrieben ihn mit den Worten: „Gewecke, seit seinem 22. Lebensjahr NSDAP-Mitglied, scheitert im Zivilleben mehrfach. Er profiliert sich aber als fanatischer Propagandist und geifernder Antisemit“.

## Nationalsozialismus

### NSDAP-Kreisleiter
Bereits 1931 wurde Gewecke hauptamtlicher NSDAP-Kreisleiter im Herzogtum Lauenburg. Diese Position behielt er bis 1945 bei. Mit der Reichstagswahl im März 1933 zog er für die NSDAP in den Reichstag ein, dem er bis 1945 angehörte. 1933 war er vorübergehend Mitglied des Preußischen Landtages.
Im Oktober 1933 stellte Gewecke fest, „dass die Zeitungen des Kreises dem nationalsozialistischen Staat und seinen Führern treue Gefolgschaft leisten“. Gegen Juden gingen die Nationalsozialisten mit der „nötigen Intensität und nationalsozialistischen Härte“ – wie Gewecke es formulierte – vor, um die „endgültige Lösung der Judenfrage“ zu erreichen.

### Gebietskommissar
Nach dem deutschen Überfall auf die Sowjetunion im Juni 1941 wurde Gewecke Mitarbeiter der Zivilverwaltung im Reichskommissariat Ostland, einem der Hauptorte des Holocaust. Unter dem Reichskommissar Hinrich Lohse, der schon als Oberpräsident und Gauleiter von Schleswig-Holstein sein Vorgesetzter war, amtierte Gewecke als Gebietskommissar von Schaulen in Litauen. Er koordinierte die Maßnahmen der Zivilverwaltung und die Einweisung von Juden in Ghettos, die die ersten Tötungswellen überlebt hatten. Danker und Schwabe schreiben über Gewecke: „Er gehört zu denjenigen Zivilverwaltern, die nach anfänglichem Zögern umso brutaler als Herrenmenschen auftreten, und beteiligt sich persönlich an Selektionen und Hinrichtungen.“

## Nachkriegszeit
1945 wurde Gewecke von den Alliierten verhaftet und interniert. Sein Vermögen, das vor allem aus der Tätigkeit als Zivilverwalter in Litauen stammte, wurde eingezogen. Fortan arbeitete er als Versicherungsvertreter in Bad Oldesloe.
Später wurde mehrfach wegen der Judenverfolgung in Litauen und in Schaulen gegen Gewecke ermittelt. Daher musste Gewecke wiederholt vor Gericht aussagen. So erklärte Gewecke 1958 vor dem Lübecker Staatsanwalt: „Meine Dienststelle hatte selbstverständlich mit der ordnungsgemäßen (!) Beschlagnahme und Erfassung jüdischen Vermögens zu tun. Dafür bestanden ganz bestimmte Anordnungen der obersten Führung […] Diese Gegenstände […] mussten danach ordnungsgemäß erfasst, genau listenmäßig aufgeführt und über die zuständigen Stellen in Richtung Reich – so möchte ich sagen abgeliefert werden.“ In derselben Vernehmung gestand er ein, dass im Rahmen der Ghettoisierung der Juden „Angehörige des Gebietskommisariats […] bei dieser Aktion mitgeholfen haben, die Juden aus ihren Wohnungen in die Ghettos zu überführen“. Allerdings kam es wegen dieser Judenverfolgung und dem dann folgenden Massenmord nicht zu einer Verurteilung. In einem Gerichtsverfahren wegen der Ermordung von mindestens 700 Juden wurde Gewecke 1968 außer Verfolgung gesetzt.
1971 wurde Gewecke wegen Beihilfe zum Totschlag an einem Litauer jüdischen Glaubens im Jahre 1943 zu viereinhalb Jahren Gefängnis verurteilt. Ende Mai 1943 hatte der etwa 30 bis 35 Jahre alte jüdische Bäckermeister Mazawetzki auf dem Heimweg in das jüdische Ghetto etwa 30 Päckchen Zigaretten, Schokolade und Wurst bei sich. Litauische Polizisten verhafteten Mazawetzki. Im Gebietskommissariat (entweder Gewecke oder sein Stellvertreter) wurde daraufhin die Erhängung des Mazawetzki beschlossen. Vielfache Gesuche des Judenrates und von Verwandten des Mazawetzki eine Begnadigung zu erreichen, lehnte Gewecke ab. Das bestritt er bei einem Verhör 1958, führte aber mit antisemitischer Konnotation aus: „Es ist durchaus möglich, dass die Juden, denn das war bei ihnen üblich, mir einen größeren Geldbetrag dafür anboten.“ Doch er hätte die Hinrichtung nicht verhindern können und daher auch gar nicht erst den Versuch unternommen. Handwerker aus dem Ghetto erbauten den Galgen. Am frühen Morgen des 6. Juni 1943 mussten zwei andere Juden Mazawetzki aufhängen. Alle Insassen beider Ghettos von Schaulen mussten die Tötung mit ansehen. Der Leichnam musste auf Befehl Geweckes bis mittags hängen bleiben.